# Numero di Bagnold
Il numero di Bagnold è un numero adimensionale usato in calcoli di flussi granulari.
Prende il nome dall'esploratore e ricercatore inglese Ralph Alger Bagnold (1896 – 1990).

## Definizione matematica
Il numero di Bagnold è definito come:
{\displaystyle Ba={\frac {mD^{2}\gamma }{2\gamma _{e}\mu }}}
dove :
- {\displaystyle m} è la massa;
- {\displaystyle D} è il diametro dei grani;
- {\displaystyle \gamma } è la tensione superficiale;
- {\displaystyle \mu } è la viscosità interstiziale del fluido.